# Simitli
Simitli (în bulgară Симитли) este un oraș în partea de sud-vest a Bulgariei, în Regiunea Blagoevgrad, pe Struma. Este reședința comunei Simitli.  La recensământul din 2001 avea o populație de 7.468 locuitori. Este traversat de șoseaua E79 care face legătura între Sofia și Salonic. Stațiune balneară (ape minerale cu temperaturi de 33 - 36 grade). Industria lemnului.

## Demografie
Componența etnică a orașului Simitli
     Bulgari (62,58%)
     Romi (5,79%)
     Nicio identificare (31,4%)
     Altele (0,44%)
La recensământul din 2011, populația orașului Simitli era de 6.674 locuitori. Din punct de vedere etnic, majoritatea locuitorilor (62,58%) erau bulgari, cu o minoritate de romi (5,79%). Pentru 31,4% din locuitori nu este cunoscută apartenența etnică.